# Бело-сине-белый флаг
Б́ело-с́ине-бе́лый флаг (также бело-лазо́рево-белый) — символ, используемый россиянами — участниками протестов против вторжения России на Украину за рубежом и в России. Получил распространение вскоре после начала вторжения в феврале 2022 года.
Флаг представляет собой прямоугольное полотнище из трёх равновеликих горизонтальных полос: верхней и нижней — белого цвета, средней — лазоревого. Отношение ширины к длине не установлено. Является изменённым флагом России, на котором красная полоса заменена белой, а синяя значительно светлее.
Власти Российской Федерации запретили бело-сине-белый флаг как символ легиона «Свобода России», объявив его террористической организацией в марте 2023 года.

## Значение цветов
Основное отличие от официального государственного флага Российской Федерации — отсутствие красной полосы, которая, по утверждениям протестующих, после начала вторжения стала ассоциироваться с войной и кровью. Другим отличием является лазоревый оттенок синего цвета, что отсылает к описанию флага России 1991 года как символа победы демократии в стране. Помимо этого, отмечалось сходство нового флага с флагом Великого Новгорода в 1994 — 2007 годах, центра существовавшей в средние века вечевой республики, политическое устройство которой часто рассматривалось в качестве исторической альтернативы системе власти в Московском государстве. По словам Кай Катониной, идея о новгородской демократии была вдохновением, и реальной задачи искать флаг Новгородской республики не было, да и когда Великий Новгород действительно был городом-государством, концепт флагов ещё не был распространён. Относительно сравнений флага с «расцветкой автозака» говорилось, что изначально такой задумки не было, но такая ассоциация перекликается с христианством, где главным символом является крест — орудие убийства Иисуса Христа. То есть то, что символ использовался против кого-то, не означает, что его нельзя присвоить.
Также активисты подчёркивали схожесть с бело-красно-белым флагом, используемым оппозицией в Белоруссии, тем самым выражая солидарность с протестующими, массово вышедшими на улицы в 2020 году.
Официального толкования цветов не существует. По мнению использующих флаг, белый цвет характеризует мир, чистоту, благоразумие, а лазоревый — правду и справедливость. С точки зрения геральдистов, все подобные расшифровки носят необязательный, поэтико-лирический характер.

### Рекомендуемые цвета
Активисты не пришли к конкретному оттенку — «если флаг узнаваемо бело-лазорево-белый, этого достаточно». Рекомендовалось выбирать оттенки значительно светлее, чем у современного государственного флага, и близкие к лазоревому цвету флага 1991—1993 годов и пропорциями на усмотрение. Касательно неопределённости центрального цвета объяснялось, что ключевое свойство протестного символа — это воспроизводимость при помощи подручных средств.
| Цвет    | Белый       | Синий (лазоревый) Azure |
| ------- | ----------- | ----------------------- |
| HTML    | #FFFFFF     | #088CE8 #0083D6 #018DE9 |
| CMYK    | 0,0,0,0     | 100,41,5,0 100,39,0,9   |
| RAL     | 9016        | 5012                    |
| RGB     | 255,255,255 | 1,141,233               |
| Pantone | White       |                         |

## История

### Появление
Идея собственного флага для оппозиции, отличного от государственного флага России, появилась на фоне активных протестов в Белоруссии. После начала военных действий на Украине в 2022 году в соцсетях появились предложения «обескровить» флаг, то есть убрать красный цвет, который символизирует кровь и войну.
28 февраля 2022 года в твиттер-аккаунте «Звуки рыб» (@AssezJeune) был размещён пост с обоснованием использования флага. Автором поста, как выяснилось впоследствии, был арт-менеджер и PR-специалист Александр Рыбин, на тот момент проживавший в России. В разговоре с изданием Meduza он заявил, что понимание необходимости нового флага для России к нему пришло ещё в 2019 году, когда он узнал, что российский триколор якобы нарушает вексиллологические правила, в частности, что красный и синий цвета не должны идти подряд. Автор также посетовал на то, что у российского протеста нет своего символа:
Текущий триколор используется и Кремлём, и оппозицией, и после войн, спортивных скандалов и прочих неприятных событий он себя дискредитировал. А белая ленточка, например, давно забыта. Поэтому потребность в новом символе, как мне казалось, была очень высока.«Звуки рыб», Meduza
В тот же день, 28 февраля, через 12 часов после популярного поста «Звуки рыб» в социальной сети Facebook было предложено использование флага как символа антивоенного протеста небинарной персоной Кай Катониной в своём посте на «Facebook».
Споров об авторстве не возникло: создатели уверены, что их флаг — это «совместное народное творчество».

### Использование флага

#### Символ российского антивоенного движения

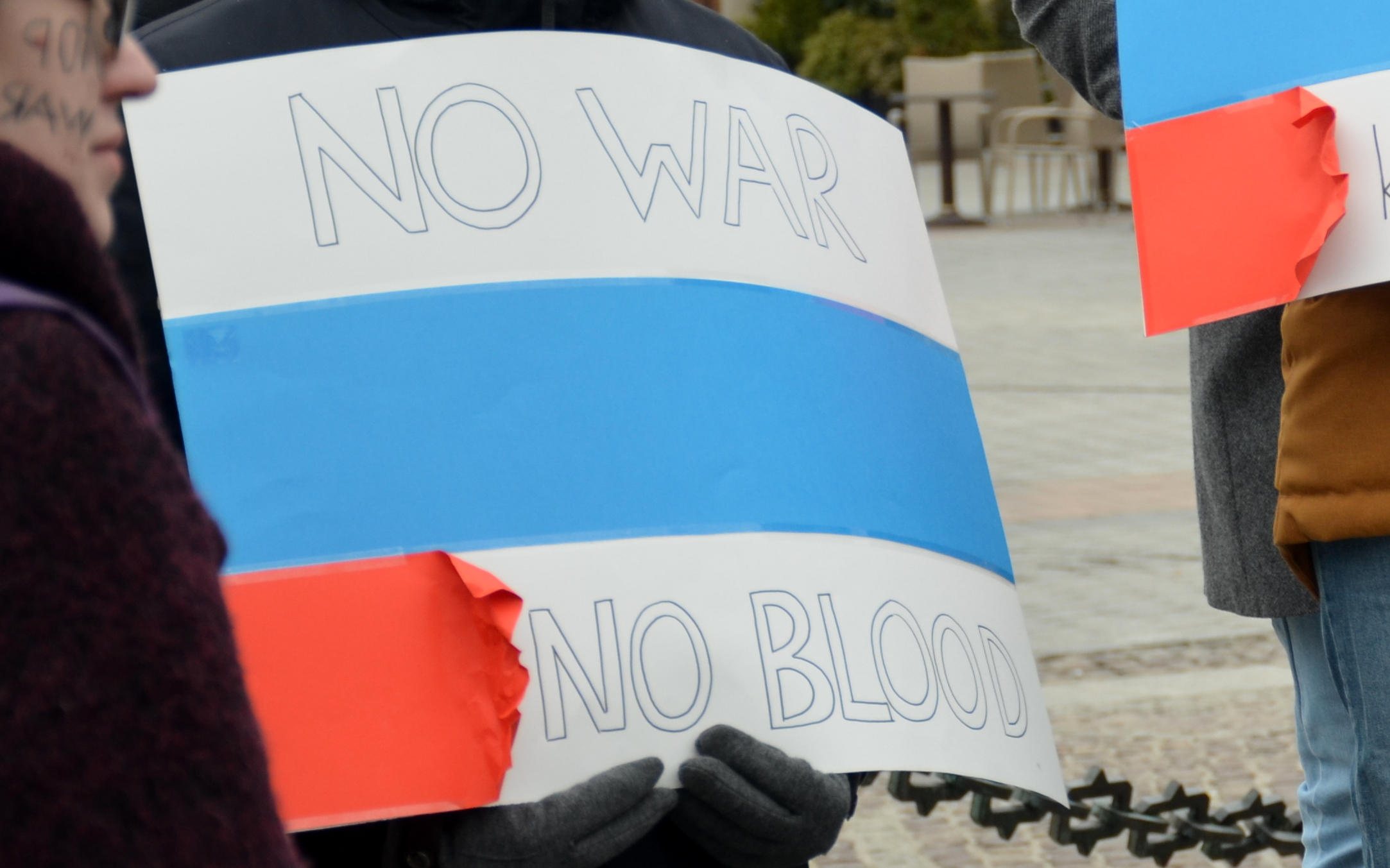
Антивоенный активист с плакатом в виде флага с надорванной красной полосой

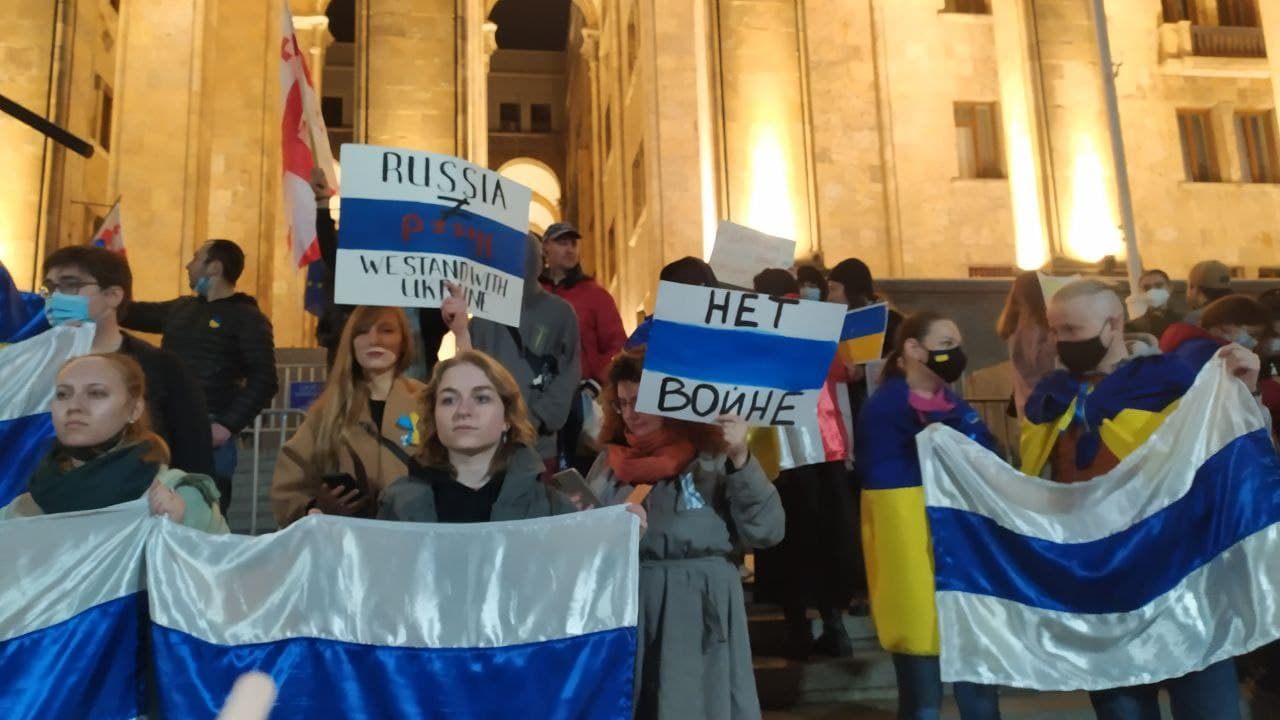
Бело-сине-белый флаг во время протестов в Тбилиси 2 марта 2022 года

Флаг был поддержан русскоязычными эмигрантами в Торонто и Грузии, после чего он получил определённое распространение среди антивоенной оппозиции — флаг начали использовать на митингах, шествиях, демонстрациях и прочих акциях протеста, а также на соответствующих рисунках и плакатах.
Вскоре использование флага было замечено на антивоенных митингах в Тбилиси, на Кипре, в Нью-Йорке, Кракове, Лондоне, Праге, Торонто, Берлине, Дюссельдорфе, Хельсинки, Мадриде, Тель-Авиве, Вильнюсе и Екатеринбурге.

В интервью изданию The Village Кай сказала, что флаг изначально был больше предназначен для российских эмигрантов: 
Изначально мы заявили флаг именно в эмигрантском сообществе не потому, что не хотели включать в это россиян, а потому что у россиян, в отличие от нас, нет такой сильной потребности. Их и так винтят на протестах безо всяких символов. Если ты выходишь на протест в России, то понятно, что ты вышел на протест — тебе не нужны опознавательные знаки. А когда несколько десятков тысяч человек выходят в Берлине, гораздо сложнее различить, кто из них кто. Для нас важно было обозначить, что мы именно россияне. Не было задачи сделать „эмигрантский флаг“. Просто мы находимся в другой стране и можем позволить себе использовать видимый символ. А для людей в России флаг — это ещё один повод их винтить. Хотя я знаю, что люди уже выходили с бело-сине-белым флагом и кто-то даже повесил его на машину. Правда, полиция потом сразу задержала этого человека. Получается, они признали наш флаг символом „антиоперационного“ протеста.Кай Катонина, The Village
Также Кай прокомментировала использование флага как символа «прекрасной России будущего», заявив, что кто-то с этим может быть не согласен, так как это выражение ассоциируется с Алексеем Навальным, но люди, выходящие на протесты, выступают против вторжения России на Украину, и не обязательно поддерживают при этом Навального.

#### Политические организации
7 марта 2022 года на антивоенной конференции Форума свободной России была высказана идея использования бело-сине-белого флага в качестве «надпартийного и надфракционного символа российского антивоенного и антидиктаторского движения».
После объявления Путиным полномасштабной войны Украине российский триколор навсегда превратился в символ военной агрессии, гибели и страданий мирного населения. И уже сегодня российские оппозиционные активисты в разных местах отказываются от «крови» на стяге и выходят на улицы с бело-сине-белым флагом — символом борьбы против российской военной агрессии и солидарности с героическим народом Украины. И вполне возможно, что в скором времени этот флаг станет государственным символом новой свободной и демократической России.Иван Тютрин, ФСР
12 марта 2022 года Форум свободной России провёл в Вильнюсе антивоенный пикет с бело-сине-белыми флагами, в котором приняли участие несколько десятков российских и белорусских оппозиционных активистов. «Можно сказать, сегодня в Литве был официально утверждён новый символ российского антивоенного движения», — заявили организаторы.
Антивоенный флаг стали использовать Российский комитет действия, Антивоенный комитет России и так называемый «Съезд народных депутатов», основанный Ильёй Пономарёвым. Также флаг стал использоваться в качестве логотипа или фона в медиа-проектах.

#### Вооружённые формирования

Бело-сине-белый флаг с эмблемой легиона «Свобода России»

5 апреля 2022 года в Киеве был проведён брифинг, участники которого объявили о создании формирования под названием Легион «Свобода России», якобы сформированного из российских военнопленных и добровольцев, и демонстрировали нашивки с бело-сине-белым флагом. В декларации об объединении усилий, подписанной 31 августа 2022 года представителями легиона «Свобода России» и Ильёй Пономарёвым (от имени так называемой «Национальной республиканской армии»), стороны договорились принять бело-сине-белый флаг как символ совместной борьбы. В то же время Русский добровольческий корпус отказался признавать флаг своим символом.

## Восприятие
13 марта 2022 года оппозиционный политик Владимир Милов согласился с тем, что от триколора, с которым «путинская армия» вторглась на Украину, необходимо отказаться, поскольку этот флаг себя дискредитировал. По его мнению, бело-сине-белый флаг напоминает флаги Новгородской республики и протестов в Белоруссии, а это «очень важный элемент солидарности нашей борьбы с борьбой белорусов за освобождение от варварского диктатора Лукашенко». Также Милов заявил, что ещё не готов принять именно бело-сине-белый флаг, но предложил обсудить этот вопрос.
15 марта в эфире программы «Статус» политолог Екатерина Шульман на вопрос от слушателя о появлении в России «антивоенного флага» ответила, что значение символов в политике нельзя преуменьшать, что «переизобретение» России — это большое занятие для всего интеллектуального класса на ближайшие десятилетия, так как прежняя формация государства «рассыпается на глазах». Комментарий Шульман о лёгкости воспроизведения протестного символа подтверждают и дополняют слова Кай Катониной на эту же тему. Завершила ответ на заданный вопрос Екатерина словами: «Прежнее прошло, теперь будет новое».
31 марта глава думской комиссии по иностранному вмешательству Василий Пискарёв обратился в Генеральную прокуратуру с просьбой о проведении проверки и рассмотрении возможности признания экстремистскими материалов, пропагандирующих бело-сине-белый флаг.
Михаил Ходорковский в своём видео от 11 мая сказал: «Красная полоса на российском флаге теперь навсегда ассоциирована с кровью, с кровью десятков тысяч жителей Украины, убитых по приказу этого недосталина, с кровью, которую нам и нашим детям десятилетиями предстоит оттирать с репутации нашей страны и её флага».
12 июня оппозиционный политик Леонид Волков в прямом эфире по теме «Россия будущего» на вопрос «Будет ли новый флаг?» ответил: «Сложный вопрос. Не знаю. На него у меня нет ответа. Мне не кажется, что обязательно надо флаг менять, с другой стороны, под нынешним российским флагом столько преступлений совершено… Может быть, и правда, что-то есть в этой идее с бело-сине-белым флагом, который рифмуется и с флагом Новгородской республики и лишён этой кровавой полосы».
4 июля историк Тамара Эйдельман в прямом эфире на своём ютуб-канале на вопрос «Как относитесь к идее смены российского триколора на бело-сине-белый флаг?» ответила: «Честно говоря… я понимаю тех, кто это предлагает, но она мне кажется какой-то совершенно… мёртворождённой. Это очень благородно, но вряд ли она приживётся. Я не вижу здесь… За ним нет настоящей исторической традиции».
24 декабря 2022 года политолог Фёдор Крашенинников в прямом эфире на своём ютуб-канале высказался, что БСБ флаг может стать символикой части политического спектра, но усомнился в признании государственным.
24 мая 2023 года Зеленоградский районный суд Москвы оштрафовал двух местных жительниц по статье о демонстрации «экстремистской символики» из-за автомобильных номеров с, как утверждалось, бело-сине-белыми флагами. Они заявили, что красная полоска выцвела.
Летом 2023 года власти муниципального образования Сосново-Озёрское в Бурятии сменили флаг «из-за его схожести с запрещённой символикой».

### В искусстве
Флаг упоминался в текстах песен:
- Оксимирон — «Ойда»: «На нашем флаге — белый снег и синяя река (и всё!)»[48].
- Loqiemean — «Мёртвые кролики»: «Бело-сине-белый флаг — он не опасен»[49].

## Галерея

Примеры использования флага на протестах 2022 года
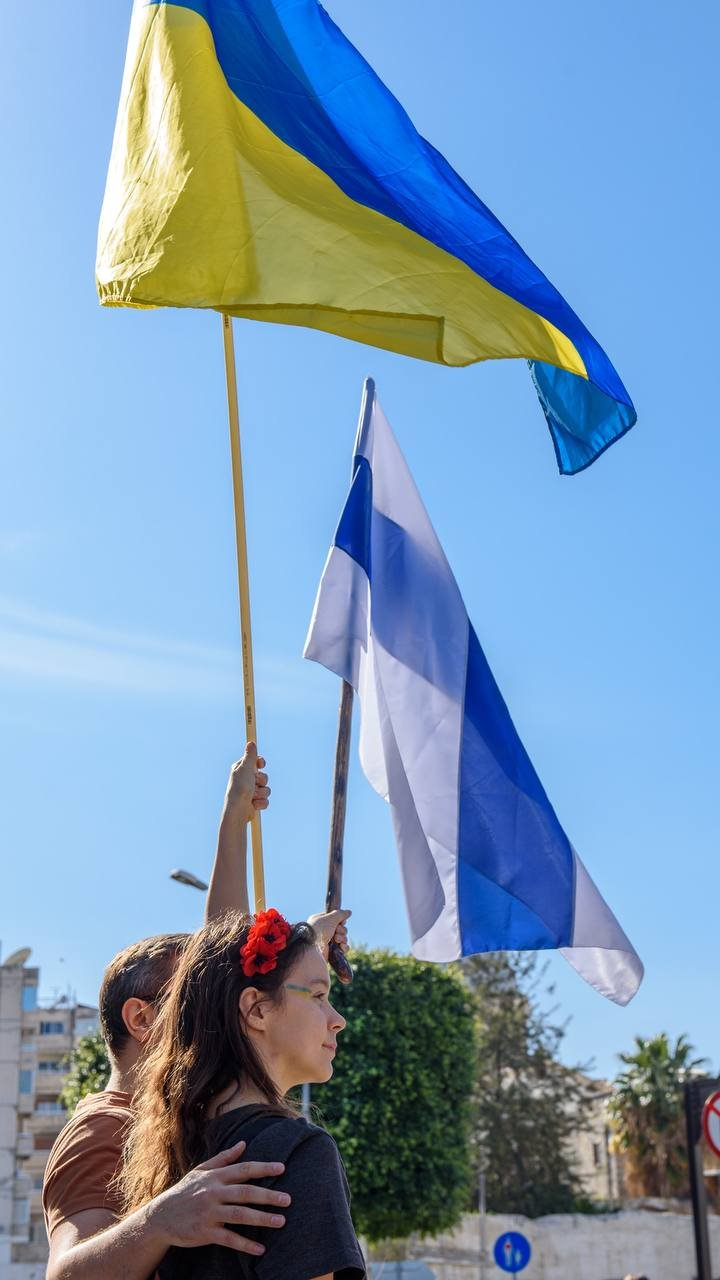
Лимасол, Кипр
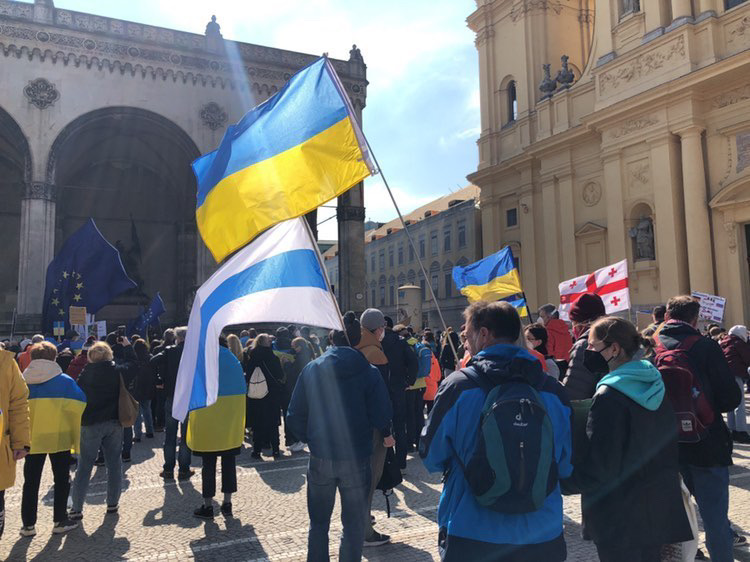
Мюнхен, Германия
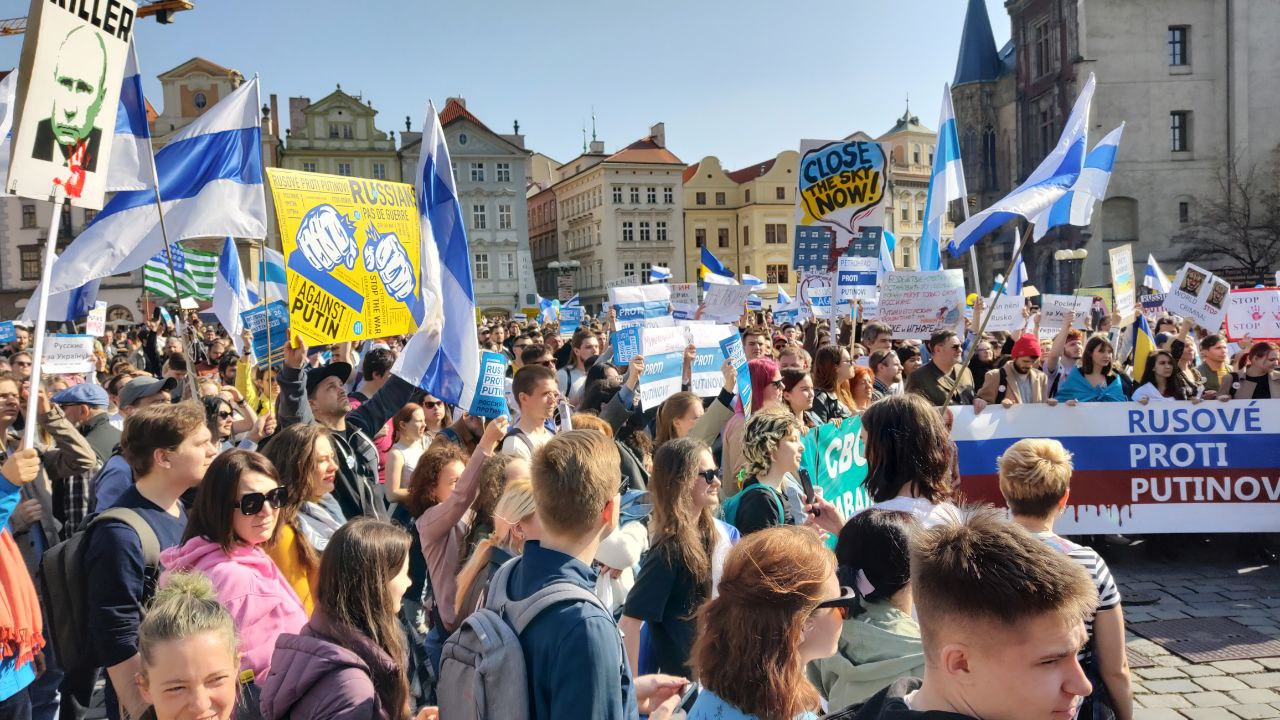
Прага, Чехия

### Концептуально связанные и похожие флаги
- Концептуально связанные[a]

Концептуально связанные
Флаг Великого Новгорода (1994 по 2006)
Флаг России (1991—1993) со средней лазоревой полосой
Флаг Беларуси (1991—1995)

Визуально похожие
Флаг муниципального образования «Сосново-Озерское», Бурятия (2012—2023)
Флаг эстонского города Курессааре (1992-2010)
Флаг швейцарского кантона Цуг
Флаг аргентинской провинции Тукуман
Флаг города Браслав в Белоруссии
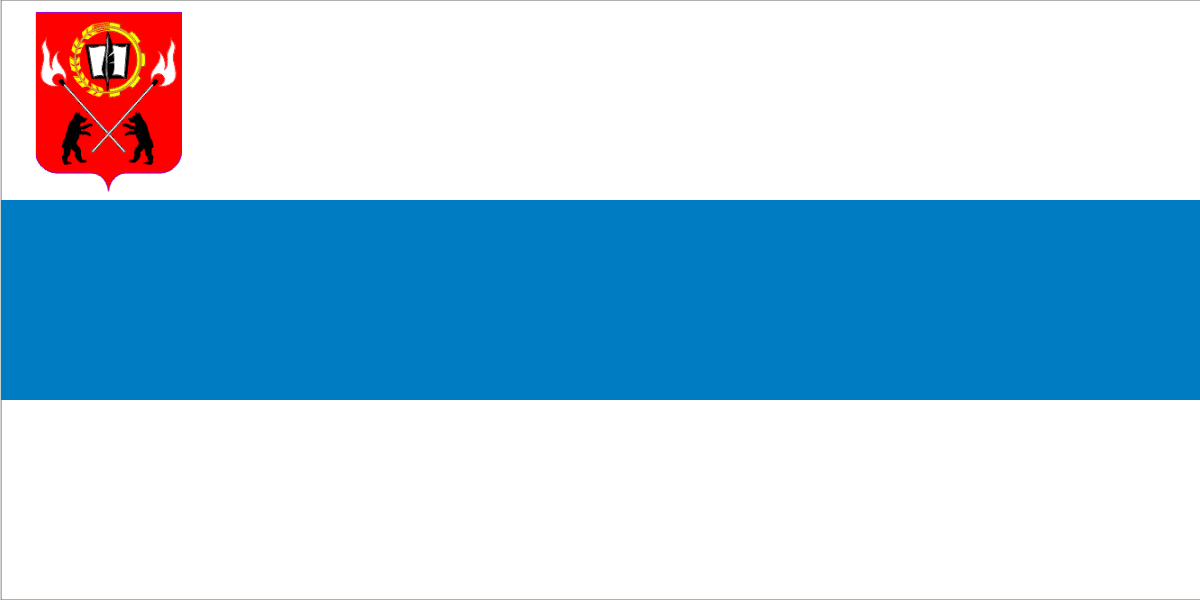
Флаг Чудовского района Новгородской области (1997—2008)
Флаг города Березники Пермского края
Флаг виртуального государства Вейшнория
Флаг чешского города Горжовице